# Manakara (district)
Manakara is een district van Madagaskar in de regio Vatovavy-Fitovinany. Het district telt 346.252 inwoners (2011) en heeft een oppervlakte van 1.342 km², verdeeld over 42 gemeentes. De hoofdplaats is Manakara. Het district ligt aan de oostkust van Madagaskar.